# 西莫尼·米西羅利
西莫尼·米西羅利（義大利語：Simone Missiroli；1986年5月23日—）是一位意大利足球運動員。在場上的位置是中場。他現在效力於意大利足球乙级联赛球隊史帕爾，曾效力於薩斯索羅。他在2012年1月轉會薩索羅。